# Liopholidophis dimorphus
Liopholidophis dimorphus — вид змій родини Pseudoxyrhophiidae. Ендемік Мадагаскару.

## Поширення і екологія
Liopholidophis dimorphus відомі з типової місцевості, розташованої в Національному парку Монтань-д'Амбр на сході Мадагаскару. Вони живуть у вологих тропічних лісах, на висоті від 800 до 1000 м над рівнем моря.

## Збереження
МСОП класифікує стан збереження цього виду як близький до загрозливого. Liopholidophis dimorphus загрожує знищення природного середовища.